# 李氏禾
李氏禾（学名：Leersia hexandra）为禾本科假稻属下的一个种。

## 扩展阅读
- 維基物種上的相關：李氏禾